# Lasaeola
Lasaeola es un género de arañas araneomorfas de la familia Theridiidae.

## Especies
- Lasaeola algarvensis Wunderlich, 2011
- Lasaeola armona Wunderlich, 2015
- Lasaeola atopa (Chamberlin, 1949)
- Lasaeola bequaerti (Chickering, 1948)
- Lasaeola canariensis (Wunderlich, 1987)
- Lasaeola convexa (Blackwall, 1870)
- Lasaeola coracina (C. L. Koch, 1837)
- Lasaeola dbari Kovblyuk, Marusik & Omelko, 2012
- Lasaeola donaldi (Chickering, 1943)
- Lasaeola fastigata Zhang, Liu & Zhang, 2011
- Lasaeola flavitarsis (Wunderlich, 1992)
- Lasaeola grancanariensis (Wunderlich, 1987)
- Lasaeola lunata Zhang, Liu & Zhang, 2011
- Lasaeola minutissima Wunderlich, 2011
- Lasaeola oceanica Simon, 1883
- Lasaeola okinawana (Yoshida & Ono, 2000)
- Lasaeola prona (Menge, 1868)
- Lasaeola spinithorax (Keyserling, 1886)
- Lasaeola striata (Wunderlich, 1987)
- Lasaeola superba (Chickering, 1948)
- Lasaeola testaceomarginata Simon, 1881
- Lasaeola tristis (Hahn, 1833)
  - Lasaeola tristis hissariensis (Charitonov, 1951)
- Lasaeola yona (Yoshida & Ono, 2000)
- Lasaeola yoshidai (Ono, 1991)